# Apostasiaceae
Famille
Classification APG II (2003)
Classification APG III (2009)
Les Apostasiaceae sont une famille de plantes monocotylédones.
Ce sont les Orchidaceae les plus primitives.
Les fleurs montrent des spécificités nettement similaires avec des plantes de la famille des Liliaceae.
Avec le labelle, leurs pétales ne sont pas différenciés de leurs sépales, leurs étamines sont fertiles et leurs pollens sont poudreux.
Les premières graines auraient fleuri en Australie et dans la région du Sud-est du continent asiatique.
Cette famille existe dans la classification classique de Cronquist (1981) mais elle est facultative et peut être fusionnée avec celle des Orchidaceae.
La famille n'existe pas dans la classification phylogénétique APG II (2003). Celle-ci place les genres dans la famille des Orchidaceae ; sous-famille des Apostasioideae.
Cette famille a été utilisée essentiellement dans la classification de Dahlgren.